# Chuyện tình lọ lem
Dork Soke (tên tiếng Thái: ดอกโศก, tên tiếng Việt: Chuyện tình lọ lem / Hoa sầu) là bộ phim truyền hình Thái Lan phát sóng vào năm 2012. Bộ phim này được làm lại phiên bản thứ tư trong bộ phim cùng tên. Phim với sự tham gia của Pong Nawat Kulrattanarak, Charebelle Lanlalin và Sopitnapa Chumpanee... Phim phát sóng tại Việt Nam trên kênh VTC7 - TodayTV từ ngày 30/9/2012.
Đây là một bộ phim tình cảm, xã hội có ý nghĩa nhân văn sâu sắc rất đáng để theo dõi.

## Nội dung
Sinh ra và lớn lên trong một gia đình nghèo khó, ngoài giờ học cô bé Dok Soke phải đi bán báo dạo để có tiền đến trường và phụ giúp bà ngoại. Từ nhỏ, cô bé đã không biết ba mẹ mình là ai và vì sao lại bỏ cô mà đi. Dù phải sống trong cảnh cơ hàn nhưng Dok Soke vẫn vui tươi và yêu đời vì bên cạnh cô luôn có một người đàn ông tốt bụng ân cần giúp đỡ. Sự khích lệ tinh thần ấy đã tiếp thêm sức mạnh để cô bé vững tin vào cuộc sống tốt đẹp phía trước.
Trong lúc bán báo, Dok Soke tình cờ gặp lại ông ngoại Sudkhed giàu có của mình sau bao nhiêu năm lưu lạc. Vì bà ngoại cô chỉ là người hầu gái trong gia đình ông Sudkhed nên danh phận của họ không được ai công nhận. Thương cảm cho hoàn cảnh cô cháu gái tội nghiệp, ông Sudkhed tìm mọi cách đưa cô bé về nhà mình để tiện chăm sóc và bù đắp cho những mất mát của cô trong thời gian qua. Tuy ông Sudkhed yêu thương Dok Soke hết mực, nhưng những thành viên khác trong gia đình ông lại ghét bỏ và đối xử với cô bé rất độc ác và nhẫn tâm. Họ luôn tìm mọi cách để đuổi Dok Soke ra khỏi nhà. Giữ nguyên vẹn trái tim trong sáng và lương thiện, Dok Soke vẫn mạnh mẽ sống, kiên cường vượt qua những đắng cay cuộc đời. Ausanai - chàng họa sĩ thường giúp đỡ cô từ ngày cô còn bé - vẫn luôn bên cạnh, âm thầm chia sẻ cùng cô những buồn vui trong cuộc sống. Tình yêu ngọt ngào bắt đầu nảy nở giữa cô bé Lọ Lem nhân hậu và chàng hoàng tử si tình.
Tưởng rằng tình yêu sẽ mang họ đến bên nhau, nhưng người yêu cũ của Ausanai đột ngột xuất hiện và làm mọi việc trở nên rắc rối, căng thẳng. Giữa Dok Soke và cô gái ấy có một mối quan hệ rất đặc biệt mà không ai có thể ngờ tới...
Trớ trêu thay, Pentakarn - cô cháu gái giàu có, kênh kiệu của ông Sudkhed - cũng thầm thương trộm nhớ Ausanai. Điều này càng làm ngọn lửa mâu thuẫn vốn đã rất sâu sắc trong gia đình ông Sudkhed bùng lên. Sau khi ông Sudkhed qua đời thì Dok Soke quyết định quay về ở với bà ngoại của mình. Rồi cô bé Lọ Lem bất ngờ gặp lại bà nội Benz nhờ chiếc vòng đeo cổ của cô. Cứ ngỡ cô sẽ sống bình yên trong vòng tay yêu thương của bà nội và bà ngoại nhưng những chuyện rắc rối vẫn còn diễn ra...
Cái kết của bộ phim là điều không ngờ nhất! Nó đã để lại những cảm xúc khó tả và khó quên cho người xem.

## Diễn viên
- Nawat Kulrattanarak vai Ausanai Atsawadit
- Charebelle Lanlalin vai Dork Soke/Apiromreudee/ Angela Ratanachatpalok
- Sopitnapa Chumpanee vai Priyakamon
- Metinee Kingpayom vai Penphak
- Airin Yoogthatat vai "Ou" Pentrakarn (con gái Penphak)
- Gorrawan Suttiwong vai Chatthong
- Mayurin Pongpudpunth vai Sudsuay
- Jarunee Suksawat vai Mrs. Benz (bà nội Dork Soke)
- Patiphan Lowsathian vai Pom
- Gundon Akhazzan vai Eddy
- Akarat Nimitchai vai Pakpoom
- Natthapong Chartpong vai Muen
- Aitanik Intarasut vai Oh (con gái Sudsuay)
- Thanawat Prasitsomporn (DJ Nui) vai On
- Kriengkrai Oonhanun vai Sudkhed (ông ngoại Dork Soke)
- Paweena Charipsakun vai Somchai (bà ngoại Dork Soke)
- Arisara Wongchalee vai Pong (dì Dork Soke)
- Rossarin Jantra vai Khun Nai Pradab
- Anna Anisa Grant vai Dork Soke (nhỏ)

## Ca khúc nhạc phim
- มีจริงหรือเปล่า / Mee Jing Reu Pblao - Nathanitch Rattanasareekiat
- จะรู้ว่ารักเธอ / Ja Roo Wah Ruk Tur - Mudmee Pimdao

## Phát sóng

### Tại Việt Nam
- Kênh VTC7 - TodayTV: phim bắt đầu phát sóng lúc 19h00 hàng ngày, từ ngày 30/9/2012.[1]
- Kênh VTC7 - TodayTV: phim phát sóng lúc 13h00 hàng ngày, từ ngày 18/11/2013.[2]